# Sacramento (Új-Mexikó)
Sacramento önkormányzat nélküli statisztikai település az új-mexikói Otero megyében, az Egyesült Államokban. A 2020-as népszámlálás idején a lakosság száma 53 fő volt. Az 521-es állami út áthalad a területén.

## Népesség
| 2010 | 58 |
| 2020 | 53 |

### Demográfia
Sacramento lakossága a 2020-as népszámlálás idején 53 fő volt. Ennek az 53 főnek az 57,1%-a rendelkezett egyetemi végzettséggel és 76,2%-a dolgozott.